# 給水装置工事主任技術者
給水装置工事主任技術者（きゅうすいそうちこうじしゅにんぎじゅつしゃ）とは、給水装置工事主任技術者国家試験に合格した者及び平成8年の水道法改正前の各市区町村の供給規定による資格からの移行に伴う経過措置による講習会を修了した者。

## 概要
給水装置工事主任技術者は、給水装置工事事業者が水道事業者 ( 市町村等 ) から水道法に基づく指定（ 指定給水装置工事事業者 ）を受ける為に必須な国家資格である。平成17年2月時点での免状取得者は、230,601名となっている。
- 給水装置工事主任技術者免状の交付を受けている者は、消防設備士試験の甲種の受験資格が得られる。
- 給水装置工事主任技術者は、マンション維持修繕技術者試験の受験資格が得られる。

## 業務
給水装置に関する技術上の管理、給水装置工事に従事する者の技術上の指導監督、給水装置工事に係る給水装置の構造及び材質が基準に適合していることの確認、施工した給水装置工事に関して水道事業者が行う検査への立ち会いを行う。

## 受験資格
給水装置工事に関して3年以上の技術上の実務の経験を有する者。実務経験には、給水装置の設置又は変更の工事に係る技術上の実務に従事した経験のほか、これらの技術を取得するためにした見習いその他給水装置工事現場における技術的経験も含まれる。

## 試験
- 10月下旬頃に北海道、東北、関東、中部、関西、中国四国、九州、沖縄の各主要都市で行われる。

### 試験科目
1. 公衆衛生概論
2. 水道行政
3. 給水装置の概要
4. 給水装置の構造及び性能
5. 給水装置工事法
6. 給水装置施工管理法
7. 給水装置計画論
8. 給水装置工事事務論

- 管工事施工管理技術検定の合格者は1級・2級とも、給水装置の概要と給水装置施工管理法の2科目の免除を受けることができる。